# Голяма Арсеналка
Могила Голяма Арсеналка е тракийска култова постройка в Долината на тракийските владетели. Според нейния откривател Георги Китов, гробницата заема изключително място в системата на тракийските куполни гробници.

## Разположение
Могилата се намира между град Шипка и село Шейново.

## Описание и особености
Голяма Арсеналка се състои от куполна камерна и правоъгълна предгробна камера с двускатен покрив, фланкирана от монументална фасада. Цялата гробница е изградена от много добре обработени гранитни блокове. Според доц.Георги Китов, натрупването на могилата е станало в късния V век пр. Хр. и малко след това, в яма в южната част на могилата, е издигната монументална гробница използвана като „мавзолей“ гробницата е била достъпна през IV век пр. Хр.
Т.нар. „Голяма Арсеналка“ е една от най-добре изградените каменни куполни гробници на територията на България. В радиус от 150 m около гробницата няма други могилни насипи, теренът е съвършено равнинен, а почвата камениста и неплодородна, а по повърхността не са намерени никакви археологически материали. Самата могила има изключително правилна пресечено-конична форма с кръгла площадка на върха с диаметър 10 m.

## Археологическо проучване
Могилата „Голяма Арсеналка“ става обект на внимание през 1995 г., когато върху северозападната ѝ периферия са регистрирани три иманярски изкопа нарушаващи повърхостния пласт. Дълбочината им достига 2 m, а най-големият е с кръгла форма и е локализиран на върха, а диаметърът му е 10 m. Изкопаната от него насипна почва образува слабо очертан вал, което свидетелства, че на върха е имало хоризонтална площадка, което е характерно за повечето могили в Тракия.
Преди да започнат археологическите разкопки (съгласно практиката на ТЕМП) са извършени геофизически измервания от Никола Тонков (АИМ-БАН), след което е установен аномалия в южната периферия на насипа, което позволява по-добро планиране на археологическите разкопки, така че да се запази първоначалният вид на могилния насип и да бъде разкопано само гробното съоръжение.

### Градеж
Въз основа на реализирани два предварителни сондажа и насипът пред самото съоръжение е направено заключение, че гробницата-мавзолей е изградена във вече готов могилен насип, като част от него е отнета в южната периферия на могилата, за да се извърши градежът. Едновременно със строителните работи е възстановен и могилният насип, като непосредствено до външните стени е построен примитивен зид, играещ ролята на кожух. Гробницата е изградена в югоизточната периферия с лице на юг.
От времето, в което съоръжението е ползвано като хероон, археолозите са регистрирали четири основни периода. Първоначално е бил натрупан могилният насип, след което част от него е отнета и е изградена гробницата, която първоначално е играла ролята на мавзолей. През третия период достъпът до гробницата е преустановен, като пред входа и фасадата е изграден примитивен преграден зид, а вратите са подпрени с големи каменни блокове. Установено е, че след това засипване във вътрешността е проникнала наносна почва и камъни, които са запълнили първата камера над диагонала между горни край на входа за първата и долния праг на куполната камера. През четвъртия период първото помещение е било опразнено, много вероятно с цел грабеж. Въпреки това, са положени старателни грижи за повторното затваряне на гробницата. Грабителите, очевидно не са били запознати със съдържанието на гробните камери, те са разбъркали костите на жертвопринесения кон от първата камера, изтръгвайки амуницията, а в куполната камера са повдигнали няколко плочи от настилката, очевидно не знаейки, че там няма да намерят ценни артефакти.

#### Правоъгълна камера
Гробницата се състои от фасада и две камери – правоъгълна и кръгла с куполно покритие. Запазена е изцяло изключително добре. Изградена е от големи, изключително добре и прецизно обработени гранитни блокове, свързани посредством железни скоби залети с олово, които не са видими, тъй като градежа е непокътнат, но са били открити посредством металотърсеща апаратура от екипа на доц. Китов. Блоковете са подредени без каквито и да допълнителни изрязвания, като градежът прави впечатление не само с техническото си изпълнение, но и с преднамереното степенуване на блокове, с цел постигане на по-въздействащо художествено и психологическо въздействие. Фасадата е добре запазена, без каквито и да е било вторични нарушения. Без съмнение страничните стени на съоръжението са имали предназначението да подпират могилния насип, когато то е било използвано за мавзолей и е било посещавано, а фасадата му е била видима.
В средата на фасадата е разположен входът към първата камера, който е очертан от праг, две монолитни странӣци и покривна плоча. Прагът е блок от първия ред на фасадата, а горните му ръбове в средата са видимо изтрити от многократно влизане по време на ползването на съоръжението като мавзолей. Странӣците лежат върху прага и покриват разстоянието между първия и шестия ред на фасадата. Покривната плоча ляга върху странӣците, като лицевата ѝ част е рустицирана.

#### Куполна камера
Входът към куполната камера е снабден с двукрила каменна врата. Долните краища на крилата са запазени. Лявото крило е открито пред входа, а дясното във вътрешността му. Крилата са правоъгълни с по един цилиндричен издатък в двете страни, играещ ролята на оси. За основа на крилата пред входа са монтирани два блока с овални вдлъбнатини за лягане на осите. В двата края на покривната плоча са издялани правоъгълни вдлъбнатини, в които са влизали железни клинове за бронзови халки. В Голямата арсеналка за пръв път са намерени на място фрагменти на врати.
Централната камера е иззидана върху почти правилна кръгла основа, като закуполяването започва от втория ред. Подът е застлан с каменни плочи, а срещу входа е монтирано представително каменно ложе. Входът към камерата е очертан от два прага, страници и покривна плоча, като в древността е бил снабден и с двукрила каменна врата, която е била счупена при първоначалното проникване в гробницата през древността. Прави впечатление, че вратите тук, за разлика от повечето известни данни за затваряне на входовете към камерите (гробниците при Мезек, Стрелча и Равногор), вратите са разположени отвън и се отварят отвън.
Куполното помещение е застлано с 28 каменни плочи с дебелина между 0.20 – 0.30 m. Те са подредени много добре около кръгъл централен блок и опират плътно първият ред около стените на камерата. Композицията в подреждането на настилката е развита около централна кръгла плоча с диаметър 0,5 m. Значението ѝ е подчертано от леко изпъкване в сравнение с останалите и издялването на кръгла вдлъбнатина в средата с формата на сегмент от кълбо. Около нея са разположени три реда от секторни плочи. Поясите се разширяват постепенно от вътре навън и са много правилно очертани. Някои от радиалните групи са много добре очертани, а някои от радиалните фигури са продължение една на друга, но повечето се разминават, което не позволява да бъдат тълкувани като слънчеви лъчи.
Стените на куполната камера са изградени от 11 реда блокове, като първият от тях е скрит зад плочите на настилката, а закуполяването започва непосредствено над нея. Лицевите страни на блоковете са съвършено гладки, фугите без пролуки, редовете прави – без запълвания или изкривявания. Куполът е увенчан с хоризонтален ключов камък.
Каменното легло срещу входа е поставено върху два специално изрязани каменни блока, наподобяващи кресла, така че основите му лягат стабилно върху тях. То е било монтирано, след като камерата е изградена. Известната разлика в обработката на каменните блокове дава основание да се предполага, че ложето е монтирано след някакъв период от време, когато камерата е била използвана.

#### Находки
Гробницата е ограбена още в древността, като доц. Китов предполага, че това е ставало няколко пъти, въпреки това научният екип открива множество археологически находки в продълговатата и куполната камера, някои от които с висока научна стойност. Разположението им в гробницата показват, че на това място е извършено богато погребение.
В първата камера е бил погребан кон, костите на който са разбъркани при ограбването на гробницата. По пода и насипа над останките на животното са открити фрагментирани керамични аскос и ойнохое, железни и оловни безформени късове, сребърна обковка и златно мънисто. Според доц. Китов те са изнесени от централната камера и са изгубени по време на ограбването на гробницата през древността.
Куполната камера е открита съвършено празна. Върху погребалното ложе, под него и между плочите на пода са намерени множество нахвърляни камъни, които не принадлежат на градежа на гробницата. Прахообразната почва полеппнала по пода и каменното ложе е събрана и пресята. В нея са открити и четири златни апликации, късове от златни и позлатени бронзови телчета, глинени маниста с позлата, както и фрагменти от надгръдник, изработен от желязо и покрит с позлатени сребърни пластинки. Подобни пластини са добре познати на археолозите от находки в Мезешката гробница, гробницата при с. Кралево, гробницата при с. Долна Козница, Копринка и др. Аналогична композиция и сюжетна схема имат няколко еднакви по размер и форма апликации от Гробница №3 в Микена (Гърция), датирани от IV век пр. Хр., към което трябва да се отнесе и последното погребение извършено в гробницата Голяма Арсеналка. Според Китов аналогията с Микена е толкова показателна, колкото и необяснима. Вероятно изображенията са били еднакво предпочитани, както в микенското, така и в тракийското изкуство.

## Фотогалерия
- Фасадата на гробницата-мавзолей
- Арката на входа към куполната камера
- Петоъгълният блок над входа за кръглата камера
- Външният праг на куполната камера (две плитки легла за осите на каменните врати)
- Погребалното ложе и централната каменна настилка в куполната камера
- Куполът увенчан с хоризонтален ключов камък
- Северната стена на куполната камера
- Блоковете от профирен гранит прилепващи плътно
- Към куполната камера
- Зиданият гроб разположен пред фасадата на гробницата
- Саркофагът от „Малката могила“ поставен пред входа на гробницата
- Каменният саркофаг от „Малката могила“
- Централна зона от каменната настилка в куполната камера
- Разположение на гробницата и погребалните съоръжения пред нея

## Исторически контекст
Построяването на гробницата без съмнение е свързано със съществуването на големия тракийски град Севтополис (основан от Севт III) и друг голям династичен център съществувал в Казанлъшката котловина съществувал преди Севтополис.
Трудно е да се датира построяването на самото съоръжение. Няма никакви предпоставки за точното датиране на гробницата – отсъства пластична или цветова декорация. Класификацията на монументалните гробни съоръжения е в своя начален стадий. Със сигурност може да се твърди, че съоръжението е ползвано дълго време за мавзолей, преди да бъде вторично използвано за гробница. Най-общо градежът може да се отнесе към края на V век пр. Хр. или началото на IV век пр. Хр. От една страна, това датиране свидетелства за сериозните архитектурни постижения на траките, като се имат предвид съвършенствата в проектирането и изпълнението на градежа, които не може да нямат значителен по своята продължителност период на развитие и усъвършенстване. От друга страна гробницата е неоспоримо свидетелство за съществуването на важен тракийски център в района преди построяването на Севтополис.
Куполната гробница Голямата Арсеналка е един от изключителните архитектурни образци на тракийското култово строителство. Възможно е същите архитектурни достойнства да са имали гробниците при селата Розовец, Белово и Първенец, но те са изцяло или частично разрушени.
Отсъствието на коридор разграничава гробницата от повечето тракийски такива. По план тя е подобна на гробниците при Стрелча и Вълче поле. Подобен план има и Гробница №3 от некропола на Севтополис (днес на дъното на Язовир Копринка)
При своето откриване гробницата Голяма Арсеналка е 23-тата регистрирана куполна постройка в Тракия. Отчитайки броя на подобни градежи в Тракия и в останалите райони на древния свят – Микена, Тесалия, Мала Азия, Етрурия и Крим, може да бъде направено заключението, че куполните гробни съоръжения са отличителен белег на тракийската гробнична архитектура. (В северното Черноморие те са без съмнение резултат на управлението на тракийската по произход династия на Спартокидите.) Несъмнено произходът на куполните градежи в Тракия е с микенски произход и трябва да се имат предвид междинните връзки между двете култури, каквито са на българска територия храм-кладнецът край с. Гърло и множеството скални гробници с грубо куполовидно оформяне на централното помещение на територията на Източните Родопи.
Пред входа на гробницата е пренесен и поставен каменният саркофаг от т.нар. „Малка могила“, намираща се в района на град Шипка. В нея е била изградена примитивна каменна гробница, ориентирана север – юг. Впоследствие пред входа е изграден гроб от три подови, четири странични и две поставени една върху друга каменни плочи. Примитивната и неограбена тракийска гробница датирана в IV век пр. Хр., е открита на 25 юли 1992 г. Пред гробницата е открита саркофагоподобната камера. В самата могила е открит скелет от трупополагане на мъж – най-вероятно владетел. Сред находките са две костени двойни брадви (лабриси) – символи на царска власт, три броя златни огърлици, пръстен-печат със сцена на инвеститура, златни и сребърни накити, две сребърни фиали, ситула и купа от бронз, местни и вносни глинени съдове и др. Гробницата е засипана. Материали в ИМ „Искра“ – Казанлък.

## Достъп
Гробницата Голяма Арсеналка се намира на 20 km северозападно от гр. Казанлък, като разстоянието може да бъде изминато за – 3 часа пеша от центъра на града или за 25 минути с автомобил.
Работно време, в което съоръжението е достъпно е: от 9:00 до 17:00 часа. Беседа със специалист от Музей „Искра“ може да бъде осъществена след заявка към музея или в информационния център при гробницата „Голяма Косматка“ (заявки за посещения се приемат и на двете места). Цената за вход, съответно за възрастни е 3 лв., а за учащи – 1 лев. Заснемането с фотоапарат е на цена от 5 лв., а с видеокамера – 15 лв.
Контакти на Музей „Искра“ гр. Казанлък, могат да бъдат открити на уебсайта на организацията.